# Mukami Kimathi
Mukami Kimathi, née en 1927 à Njabini dans le comté de Nyandarua et décédée le 4 mai 2023 à Nairobi,, est une activiste des droits humains et résistante ayant lutté pour l'indépendance du Kenya dans les années 1950-1960.

## Biographie

### Éducation
Mukami Kimathi naît en 1927 à Njabini dans le comté de Nyandarua.
Son père est activiste à la Kikuyu Central Association et lui inspire son militantisme pour les droits humains et la défense des minorités.
Elle est élève au Alliance Girls High School, puis elle étudie l'administration des affaires à l'Université Strathmore et les études africaines à l'Université de Nairobi au Kenya.
Elle épouse l'activiste et résistant Dedan Kimathi Waciuri, un des trois maréchaux autoproclamé de la lutte pour l'indépendance. À sa mort, elle élève seule leurs 10 enfants : 2 garçons et 8 filles.

### Activisme

#### Sa lutte pour l'indépendance
Mukami Kimathi débute son activisme à la fin des années 1950 en rejoignant le mouvement Mau Mau dans lequel elle tiendra un rôle essentiel pour l'indépendance du Kenya dans la lutte contre la domination coloniale britannique.
Elle est notamment détenue et torturé par les autorités coloniales britanniques qui cherchaient à retrouver son époux disparu dans la forêt pour mener la résistance armée.
Dans le cadre de sa lutte, elle fait la connaissance de Nelson Mandela qui prend le parti des Mau Mau.
Ce n'est que le 20 octobre 2003 lors de la Journée Mashujaa que le gouvernement Mwai Kibaki lève le statut de terroriste des Mau Mau et la reconnaît comme héroïne nationale de la liberté.
Depuis le décès de son époux le 18 février 1957, tué par les autorités coloniales britanniques, elle cherche à retrouver sa dépouille. Vraisemblablement, le corps aurait été jeté dans une tombe anonyme de la prison de Kamiti pour éviter que la tombe ne devienne un sanctuaire,,. Elle relance cette recherche en 2010 dans le but de lui donner une tombe honorable.

#### Son activisme à partir de 1963
Mukami Kimathi lutte par la suite pour d'autres communautés déracinées par l'accaparement de leurs terres par des projets de construction. Elle est membre notamment de l'Union nationale africaine du Kenya (KANU) et du Conseil national des femmes du Kenya (NCWK).
De 2002 à 2007, elle est élue députée de la circonscription de Tetu dans le Comté de Nyeri.
Autrice, elle publie des articles et des essais sur les problèmes de justice, d'égalité et de lutte pour la liberté.
Elle crée la Fondation Mukami Kimathi pour former la jeunesse kenyane, notamment en fournissant les outils pour apporter des changements dans les quartiers.

### Commémoration
Le 31 août 2020, Mukami Kimathi perd une de ses filles Mama Mukami Kimathi des suites d'une longue maladie. Le président de la République annonce ses condoléance et fait l'éloge de la famille.
Décédée le 4 mai 2023 dans un hôpital de Nairobi de problèmes respiratoires, Mukami Kimathi est incinérée le 13 à Njambini Kinangop. La cérémonie de son enterrement dans son village d'origine Njabini est parrainée par l’État et se déroule en présence de nombreuses personnalités dont le président William Ruto.
Elle instaure le « Kimathi Day » chaque 18 février, qui est célébré en plantant des arbres à Kahiga-ini pour commémorer la mort de son époux.

## Prix
- Reconnaissance du gouvernement kenyan pour sa lutte pour l'égalité et la justice[1]
- 2020 : Citée dans la liste des 100 femmes africaines les plus influentes par Avance Media[1]

## Publications
- Mukami Kimathi, Mau Mau Daughter : A Life History[13]
- Mukami Kimathi, Talking to My Country

## Postérité
- Wairimu Nderitu, Mũkami Kĩmathi : Mau Mau Woman Freedom Fighter, éd. Mdahalo Bridging Divides, Kenya, 2019, 396p,  (ISBN 9789966190321)